# Honda Accord Crosstour
Honda Accord Crosstour – osobowy crossover klasy średniej produkowany przez japoński koncern motoryzacyjny Honda Motor Company w latach 2009 - 2015 z przeznaczeniem na rynek amerykański. Pojazd został wyposażony w napęd przedni lub opcjonalnie na obie osie.

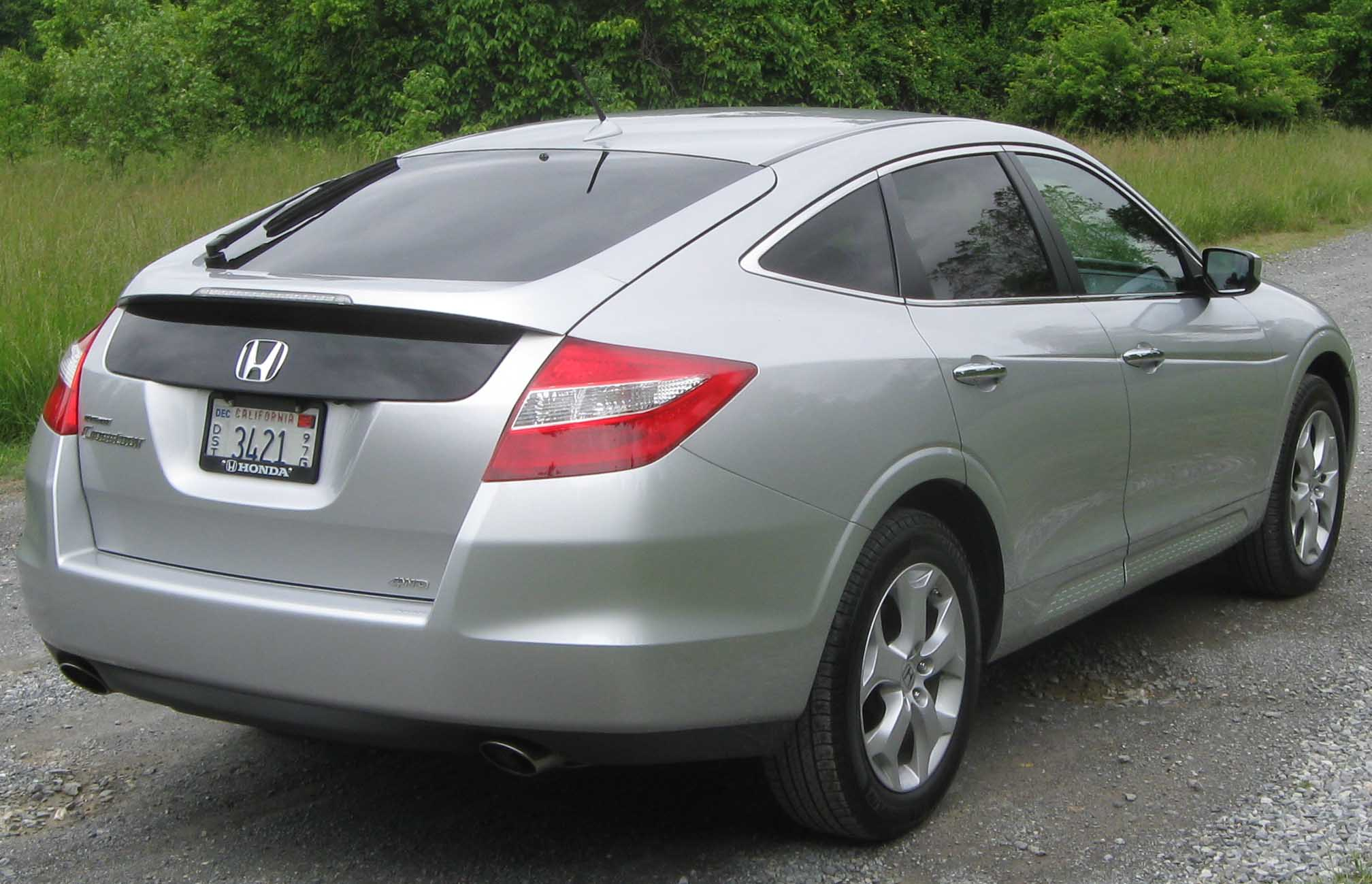
Tył Hondy Accord Crosstour

## Wersje wyposażeniowe
- EX
- EX-L

Standardowe wyposażenie pojazdu obejmuje m.in. dwustrefową automatyczną klimatyzację, 360-watowy system audio ze zmieniarką na 6 płyt, 17-calowe alufelgi oraz tempomat. Opcjonalnie auto wyposażyć można m.in. w skórzaną tapicerkę, podgrzewane fotele, pamięć fotela kierowcy i ustawień lusterek oraz system multimedialny z interfejsem USB.